# Dekanat Gdynia-Śródmieście
Dekanat Gdynia Śródmieście – jeden z 24 dekanatów katolickich archidiecezji gdańskiej, obejmujący obszar gdyńskich dzielnic: Śródmieście, Wzgórze Św. Maksymiliana, Witomino oraz Chwarzno-Wiczlino.
Dziekanem od 26 listopada 2024 jest ks. kan. mgr Marek Brudzisz – proboszcz parafii św. Urszuli Ledóchowskiej w Gdyni Chwarznie.

## Parafie
W skład dekanatu wchodzi 9 parafii:
1. Parafia Matki Bożej Nieustającej Pomocy i św. Piotra Rybaka w Gdyni – Gdynia, ul. Portowa 2
2. Parafia Najświętszej Marii Panny Królowej Polski w Gdyni – Gdynia, ul. Armii Krajowej 26
3. Parafia Najświętszego Serca Pana Jezusa w Gdyni – Gdynia, ul. Armii Krajowej 46
4. Parafia Podwyższenia Krzyża Świętego i Niepokalanego Poczęcia Najświętszej Maryi Panny w Gdyni – Gdynia Witomino, ul. Hodowlana 3
5. Parafia św. Antoniego Padewskiego w Gdyni – Gdynia Wzgórze Św. Maksymiliana, ul. Ujejskiego 40
6. Parafia św. Stanisława Kostki w Gdyni – Gdynia Działki Leśne, ul. Tatrzańska 35
7. Parafia św. Maksymiliana Marii Kolbego w Gdyni – Gdynia Witomino, ul. Konwaliowa 13
8. Parafia św. Urszuli Ledóchowskiej w Gdyni – Gdynia Chwarzno, ul. Ateny 15
9. Parafia św. Biskupa Józefa Sebastiana Pelczara w Gdyni – Gdynia Wiczlino, ul. Biskupa Pelczara 29

## Sąsiednie dekanaty
Gdynia Orłowo, Gdynia Oksywie, Gdynia Chylonia